# 1,2,3-trichloorbenzeen
1,2,3-trichloorbenzeen is een organische verbinding met als brutoformule C3H3Cl3. De stof komt voor als witte kristallen met een kenmerkende aromatische geur, die vrijwel onoplosbaar zijn in water. Het is een van de drie isomeren van trichloorbenzeen.
1,2,3-trichloorbenzeen wordt ingezet als herbicide.

## Toxicologie en veiligheid
1,2,3-trichloorbenzeen ontleedt bij verbranding, met vorming van giftige en corrosieve dampen. Ze reageert met oxiderende stoffen.
De stof is irriterend voor de ogen en de luchtwegen.